# Osmia emarginata
Osmia emarginata là một loài Hymenoptera trong họ Megachilidae. Loài này được Lepeletier mô tả khoa học năm 1841.